# Carl Gustaf Lewenhaupt
Carl Gustaf Lewenhaupt, né le 7 janvier 1884 à Örebro et mort le 11 mai 1935 à Stockholm, est un cavalier suédois de saut d'obstacles et de concours complet.

## Carrière
Carl Gustaf Lewenhaupt participe aux Jeux olympiques d'été de 1920 à Anvers, obtenant avec le cheval Mon Cœur la médaille de bronze en saut d'obstacle par équipe. Aux Jeux olympiques d'été de 1924 à Paris et avec le cheval Canter, il remporte la médaille d'argent en concours complet par équipes.